# California State University, Long Beach Men's Volleyball 2014
Questa voce raccoglie le informazioni riguardanti la California State University, Long Beach Men's Volleyball nella stagione 2014.

## Stagione
La stagione 2014 è l'undicesima per Alan Knipe alla guida dei 49ers. Il suo staff è nuovamente composto da Tyler Hildebrand e Nick MacRae nelle vesti di allenatori, da Andy Read come assistente allenatore volontario e da John Crutchfield come assistente volontario. Per cinque giocatori che lasciano il programma, altri sei ne entrano a far parte, tra i quali uno proveniente da un altro ateneo.
Il campionato si apre col la vittoria in campo neutro sulla Harvard University, ma il mese di gennaio si rivela dal rendimento decisamente altalenante, con cinque vittorie e tre sconfitte. Il mese di febbraio si apre con due successi esterni consecutivi, prima della sconfitta contro la University of California, Santa Barbara. Segue un periodo estremamente positivo per i 49ers che collezionano otto vittorie consecutive, prima delle due battute d'arresto contro la Pepperdine University e la University of Southern California. Nelle ultime sei gare di regular season torna il rendimento altalenante col quale la squadra ha aperto la stagione, con tre successi ed altrettante sconfitte. La stagione regolare si chiude con un record di diciotto vittorie e dieci sconfitte, che proiettano la squadra al torneo MPSF come testa di serie numero 7, ma la stagione dei 49ers si conclude già ai quarti di finale, in seguito alla sconfitta rimediata nuovamente contro la Pepperdine University, testa di serie numero 2.
Tra i giocatori si distingue ancora una volta Taylor Crabb, inserito nel All-America First Team e nel All-MPSF First Team.

## Organigramma societario
Area direttiva
- Presidente: Vic Cegles

Area tecnica
- Allenatore: Alan Knipe
- Assistente allenatore: Tyler Hildebrand, Nick MacRae
- Assistente allenatore volontario: Andy Read
- Assistente volontario: John Crutchfield

## Rosa
| N° | Nome             | Ruolo | Data di nascita | Nazionalità sportiva | Anno      |
| -- | ---------------- | ----- | --------------- | -------------------- | --------- |
| 1  | Ryan Windisch    | L     |                 | Stati Uniti          | Junior    |
| 2  | Jeff Ornee       | C     |                 | Stati Uniti          | Senior    |
| 3  | Matt Butler      | P     |                 | Stati Uniti          | Freshman  |
| 4  | Taylor Crabb     | S     | 26 gennaio 1992 | Stati Uniti          | Senior    |
| 5  | McKay Smith      | C     |                 | Stati Uniti          | Senior    |
| 8  | Curtis Stallings | P     |                 | Stati Uniti          | Freshman  |
| 9  | Dan Glamack      | S     |                 | Stati Uniti          | Sophomore |
| 10 | Dalton Ammerman  | S     |                 | Stati Uniti          | Senior    |
| 11 | Chris van Vuuren | S     |                 | Stati Uniti          | Junior    |
| 12 | Edgar Palos      | L     |                 | Stati Uniti          | Sophomore |
| 13 | Taylor Gregory   | C     | 6 febbraio 1993 | Stati Uniti          | Sophomore |
| 14 | Ian Satterfield  | S/O   |                 | Stati Uniti          | Senior    |
| 15 | Scott Stephanoff | S/O   |                 | Stati Uniti          | Freshman  |
| 18 | Tyler Kulakowski | C     |                 | Stati Uniti          | Junior    |
| 19 | Bryce Yould      | C     |                 | Stati Uniti          | Freshman  |
| 20 | Andrew Whitt     | S     |                 | Stati Uniti          | Sophomore |
| 21 | Connor Olbright  | P     |                 | Stati Uniti          | Senior    |
| 22 | Cody Martin      | S     |                 | Stati Uniti          | Sophomore |
| 23 | Zach Gates       | S/O   |                 | Stati Uniti          | Freshman  |
| 24 | Eric Ensing      | S/O   | 21 giugno 1994  | Stati Uniti          | Freshman  |
| 25 | John Henry       | C     |                 | Stati Uniti          | Sophomore |
| 27 | Andrew Sato      | L     |                 | Stati Uniti          | Sophomore |

## Mercato
| Acquisti | Acquisti         | Acquisti            | Acquisti   |
| R.       | Nome             | da                  | Modalità   |
| -------- | ---------------- | ------------------- | ---------- |
| P        | Matt Butler      | Huntington Beach HS | definitivo |
| P        | Curtis Stallings | Grassfield HS       | definitivo |
| S/O      | Scott Stephanoff | Mira Costa HS       | definitivo |
| C        | Bryce Yould      | Dana Hills HS       | definitivo |
| S        | Cody Martin      | Orange Coast        | definitivo |
| S/O      | Zach Gates       | Huntington Beach HS | definitivo |

| Cessioni | Cessioni      | Cessioni | Cessioni |
| R.       | Nome          | a        | Modalità |
| -------- | ------------- | -------- | -------- |
| S        | Trevor Crabb  | -        | ritirato |
| S/O      | John La Rusch | -        | ritirato |
| P        | Alex Anshus   | -        | ritirato |
| C        | Colten Echave | -        | ritirato |
| S/O      | Ryan Gray     | -        | ritirato |

## Risultati

### Division I NCAA

#### Regular season

##### Girone
| 4 gennaio 2014 Rob Gym, Santa Barbara            | Harvard             | 1 - 3 | CSU Long Beach      | 18-25, 25-20, 19-25, 13-25        |
| 9 gennaio 2014 Van Dyne Gym, Riverside           | California Baptist  | 0 - 3 | CSU Long Beach      | 23-25, 21-25, 19-25               |
| 11 gennaio 2014 Smith Fieldhouse, Provo          | Brigham Young       | 3 - 1 | CSU Long Beach      | 25-20, 23-25, 25-20, 25-20        |
| 16 gennaio 2014 Stan Sheriff Center, Honolulu    | Hawaii              | 0 - 3 | CSU Long Beach      | 17-25, 20-25, 22-25               |
| 17 gennaio 2014 Stan Sheriff Center, Honolulu    | Hawaii              | 3 - 2 | CSU Long Beach      | 25-23, 19-25, 19-25, 27-25, 15-8  |
| 22 gennaio 2014 Walter Pyramid, Long Beach       | CSU Long Beach      | 0 - 3 | Southern California | 19-25, 22-25, 31-33               |
| 24 gennaio 2014 Walter Pyramid, Long Beach       | CSU Long Beach      | 3 - 2 | Pepperdine          | 25-14, 21-25, 21-25, 25-23, 15-11 |
| 31 gennaio 2014 Maples Pavilion, Stanford        | Stanford            | 2 - 3 | CSU Long Beach      | 25-17, 27-25, 18-25, 18-25, 11-15 |
| 1º febbraio 2014 Alex G. Spanos Center, Stockton | Pacific             | 0 - 3 | CSU Long Beach      | 22-25, 12-25, 16-25               |
| 12 febbraio 2014 Pauley Pavilion, Los Angeles    | UC Los Angeles      | 1 - 3 | CSU Long Beach      | 16-25, 20-25, 25-22, 23-25        |
| 14 febbraio 2014 Rob Gym, Santa Barbara          | UC Santa Barbara    | 3 - 1 | CSU Long Beach      | 30-28, 23-25, 25-21, 25-20        |
| 19 febbraio 2014 Walter Pyramid, Long Beach      | CSU Long Beach      | 3 - 0 | UC Irvine           | 25-23, 25-16, 25-22               |
| 21 febbraio 2014 Walter Pyramid, Long Beach      | CSU Long Beach      | 3 - 0 | UC San Diego        | 25-11, 25-15, 25-16               |
| 28 febbraio 2014 Walter Pyramid, Long Beach      | CSU Long Beach      | 3 - 1 | Stanford            | 25-27, 25-23, 25-18, 25-23        |
| 1º marzo 2014 Walter Pyramid, Long Beach         | CSU Long Beach      | 3 - 0 | Pacific             | 25-15, 25-19, 25-18               |
| 7 marzo 2014 Walter Pyramid, Long Beach          | CSU Long Beach      | 3 - 1 | Brigham Young       | 25-21, 25-16, 25-27, 26-24        |
| 8 marzo 2014 Walter Pyramid, Long Beach          | CSU Long Beach      | 3 - 0 | California Baptist  | 25-18, 25-21, 25-16               |
| 14 marzo 2014 Walter Pyramid, Long Beach         | CSU Long Beach      | 3 - 2 | Ohio State          | 25-19, 22-25, 19-25, 25-22, 15-11 |
| 15 marzo 2014 Walter Pyramid, Long Beach         | CSU Long Beach      | 3 - 0 | Penn State          | 25-21, 25-23, 25-17               |
| 20 marzo 2014 Firestone Fieldhouse, Malibù       | Pepperdine          | 3 - 0 | CSU Long Beach      | 25-21, 25-21, 27-25               |
| 22 marzo 2014 Galen Center, Los Angeles          | Southern California | 3 - 1 | CSU Long Beach      | 25-22, 21-25, 25-19, 27-25        |
| 27 marzo 2014 RIMAC Arena, La Jolla              | UC San Diego        | 0 - 3 | CSU Long Beach      | 11-25, 14-25, 15-25               |
| 28 marzo 2014 Bren Center, Irvine                | UC Irvine           | 3 - 0 | CSU Long Beach      | 25-22, 25-14, 26-24               |
| 3 aprile 2014 Walter Pyramid, Long Beach         | CSU Long Beach      | 2 - 3 | UC Santa Barbara    | 25-16, 21-25, 25-23, 23-25, 12-15 |
| 5 aprile 2014 Walter Pyramid, Long Beach         | CSU Long Beach      | 2 - 3 | UC Los Angeles      | 25-23, 24-26, 24-26, 25-18, 13-15 |
| 10 aprile 2014 Walter Pyramid, Long Beach        | CSU Long Beach      | 3 - 0 | CSU Northridge      | 25-18, 25-22, 25-19               |
| 12 aprile 2014 The Matadome, Los Angeles         | CSU Northridge      | 0 - 3 | CSU Long Beach      | 18-25, 17-25, 17-25               |

##### Torneo MPSF
| 19 aprile 2014 - Quarti di finale Firestone Fieldhouse, Malibù | Pepperdine #2 | 3 - 1 | CSU Long Beach #7 | 22-25, 26-24, 25-23, 25-20 |

## Statistiche

### Statistiche di squadra
| Competizione    | Punti | In casa | In casa | In casa | In trasferta | In trasferta | In trasferta | Campo neutro | Campo neutro | Campo neutro | Totale | Totale | Totale |
| Competizione    | Punti | G       | V       | P       | G            | V            | P            | G            | V            | P            | G      | V      | P      |
| --------------- | ----- | ------- | ------- | ------- | ------------ | ------------ | ------------ | ------------ | ------------ | ------------ | ------ | ------ | ------ |
| NCAA Division I | .643  | 13      | 10      | 3       | 14           | 7            | 7            | 1            | 1            | 0            | 28     | 18     | 10     |
| Totale          | .643  | 13      | 10      | 3       | 14           | 7            | 7            | 1            | 1            | 0            | 28     | 18     | 10     |

G = partite giocate; V = partite vinte; P = partite perse

### Statistiche dei giocatori
| Giocatore      | Division I NCAA | Division I NCAA | Division I NCAA | Division I NCAA | Division I NCAA | Totale | Totale | Totale | Totale | Totale |
| Giocatore      | P               | PT              | AV              | MV              | BV              | P      | PT     | AV     | MV     | BV     |
| -------------- | --------------- | --------------- | --------------- | --------------- | --------------- | ------ | ------ | ------ | ------ | ------ |
| D. Ammerman    | 27              | 253             | 232             | 3               | 18              | 27     | 253    | 232    | 3      | 18     |
| M. Butler      | 12              | 0               | 0               | 0               | 0               | 12     | 0      | 0      | 0      | 0      |
| T. Crabb       | 28              | 526             | 499             | 8               | 19              | 28     | 526    | 499    | 8      | 19     |
| E. Ensing      | 24              | 4               | 0               | 0               | 4               | 24     | 4      | 0      | 0      | 4      |
| Z. Gates       | -               | -               | -               | -               | -               | -      | -      | -      | -      | -      |
| D. Glamack     | 1               | 0               | 0               | 0               | 0               | 1      | 0      | 0      | 0      | 0      |
| T. Gregory     | 27              | 152             | 134             | 9               | 9               | 27     | 152    | 134    | 9      | 9      |
| J. Henry       | 3               | 1               | 1               | 0               | 0               | 3      | 1      | 1      | 0      | 0      |
| T. Kulakowski  | -               | -               | -               | -               | -               | -      | -      | -      | -      | -      |
| C. Martin      | 17              | 74              | 67              | 1               | 6               | 17     | 74     | 67     | 1      | 6      |
| C. Olbright    | 28              | 59              | 41              | 7               | 11              | 28     | 59     | 41     | 7      | 11     |
| J. Ornee       | 28              | 153             | 130             | 16              | 7               | 28     | 153    | 130    | 16     | 7      |
| E. Palos       | 9               | 1               | 0               | 0               | 1               | 9      | 1      | 0      | 0      | 1      |
| A. Sato        | 28              | 1               | 1               | 0               | 0               | 28     | 1      | 1      | 0      | 0      |
| I. Satterfield | 28              | 237             | 216             | 9               | 12              | 28     | 237    | 216    | 9      | 12     |
| M. Smith       | 15              | 5               | 5               | 0               | 0               | 15     | 5      | 5      | 0      | 0      |
| C. Stallings   | -               | -               | -               | -               | -               | -      | -      | -      | -      | -      |
| S. Stephanoff  | 3               | 3               | 3               | 0               | 0               | 3      | 3      | 3      | 0      | 0      |
| C. van Vuuren  | 5               | 1               | 0               | 0               | 1               | 5      | 1      | 0      | 0      | 1      |
| A. Whitt       | 13              | 36              | 33              | 1               | 2               | 13     | 36     | 33     | 1      | 2      |
| R. Windisch    | 2               | 0               | 0               | 0               | 0               | 2      | 0      | 0      | 0      | 0      |
| B. Yould       | 10              | 32              | 27              | 1               | 4               | 10     | 32     | 27     | 1      | 4      |

P = presenze; PT = punti totali; AV = attacchi vincenti; MV = muri vincenti; BV = battute vincenti

## Premi individuali
- Taylor Crabb:

All-America First Team
All-MPSF First Team